# Komplementrezeptor 1
Der Komplementrezeptor 1 (synonym CD35) ist ein Oberflächenprotein aus dem Komplementsystem.

## Eigenschaften
Der Komplementrezeptor 1 bindet Immunkomplexe mit gebundenem Komplement C3b oder C4b und ist somit beteiligt an der angeborenen Immunantwort. Weiterhin ist er der Rezeptor für den Zelleintritt des Epstein-Barr-Virus. Der Komplementrezeptor 1 wird von Erythrozyten, Leukozyten, Podozyten und follikulären dendritischen Zellen der Milz gebildet. Er ist glykosyliert und enthält eine Pyrrolidoncarboxylsäure.